# Kanconijer
Kanconijer (ital. Il Canzoniere) Frančeska Petrarke (1304—1374) jedna je od najpoznatijih zbirki pesama svih vremena. Inspirisana je pesnikovom platonskom ljubavlju prema gospođi Lauri.
Petrarka nije mislio da će biti poznat po ovom delu već po delu "Afrika". Naziv dela nije on dao, on je ove pesme nazivao " rasutim rimama" i napisao ih je na narodnom italijanskom, toskanskim dijalektom.
Kanconijer je zbirka od 366 pesama, od toga 317 soneta, 29 kancona, 9 sestina, 7 balada i 4 madrigala. Zbirka se prirodno deli na dva dela: prvi, koji je nastao za života gospođe Laure (veći deo Kanconijera) i drugi (manji) deo, nastao posle njene smrti, koji je intoniran rečima: „Gospa je mrtva, s njom i srce moje“.
Kodeksom osećanja, doživljajem nedodirljive lepote kao nepresušnim izvorom pesničkog nadahnuća, blistavo i besprekorno izgrađenim pesničkim jezikom i formom, prefinjenošću i merom u izrazu, Kanconijer je izvršio veliki uticaj na poeziju čitave epohe i na generacije Petrarkinih sledbenika — petrarkista. Inspirisani Petrarkinim pesničkim zbornikom, oni su tokom dva veka davali ton i činili suštinu renesansne ljubavne lirike.

## Spoljašnje veze
- (језик: енглески) (језик: италијански) Kanconijer